# طارق حاج عدلان
 حاج عدلان  (1965 الجزائر) هو لاعب كرة قدم جزائري.

## روابط خارجية
- طارق حاج عدلان على موقع قاعدة بيانات كرة القدم.إي يو (الإنجليزية)
- طارق حاج عدلان على موقع ناشيونال فوتبول تيمز (الإنجليزية)